# TEC-9
As Intratec TEC-9, TEC-DC9, KG-99 e AB-10 eram uma linha de pistolas semiautomáticas operadas por blowback. Elas foram desenvolvidas pela Intratec, uma subsidiária americana da fabricante sueca de armas de fogo Interdynamic AB. Introduzida em 1985, a TEC-9 era feita de polímeros moldados baratos e uma mistura de peças de aço estampadas e fresadas, e o design simples da pistola facilitou o reparo e a modificação. A TEC-9 desenvolveu uma reputação negativa por sua associação com o crime organizado, gangues de rua e tiroteios em massa na década de 1990, mais notavelmente usada durante o tiroteio na 101 California Street e o massacre na Columbine High School. No entanto, foi um sucesso comercial e mais de 250.000 unidades foram vendidas.

## História
A Interdynamic AB, fabricante sueca de armas de fogo com sede em Estocolmo, projetou a Interdynamic MP-9, destinada como uma submetralhadora barata de 9mm, baseada na Carl Gustav M/45 para aplicações militares. A Interdynamic não encontrou um comprador do governo, então a arma foi levada para o mercado interno dos Estados Unidos como uma pistola semiautomática de ferrolho aberto, mas o design foi considerado fácil demais para ser convertido em uma arma automática. Devido a isso, a Agência de Álcool, Tabaco, Armas de Fogo e Explosivos (ATF) forçou a Interdynamic a redesenhar a arma de fogo em um sistema de ferrolho fechado, mais difícil de converter em uma arma automática. Essa variante foi chamada de KG-99 e popularizou-se quando fez aparições frequentes no popular programa de televisão Miami Vice, onde foi legalmente convertida em automática pelos fabricantes de Título II.
A KG-9 e a KG-99 têm um armação tubular com uma abertura no final, onde o ferrolho, molas recuperadoras e a placa de amortecimento são mantidos no lugar pela armação inferior de plástico / polímero. Esse design permite apenas munição 9mm de 115 grãos (7,45 g), e se uma munição que pesa uma quantidade maior de grãos ou que produz uma pressão maior forem usadas, a armação inferior de plástico falhará ou rachará, tornando a arma inutilizável. As versões posteriores da TEC-9 e AB-10 tinham o tubo da armação superior rosqueado, na parte traseira, para conter o ferrolho, a mola recuperadora e a placa de amortecimento, mesmo se removidos da armação inferior, resolvendo o problema de falha da armação inferior ao usar munição que produzia pressão maior.

### Reputação e legislação
Após o massacre da Cleveland School de 1989, a TEC-9 foi colocada na lista de armas proibidas da Califórnia. Para contornar isso, a Intratec renomeou uma variante da TEC-9 como TEC-DC9 de 1990 a 1994 (DC significa "Designed for California"; em português: "Desenvolvida para a Califórnia"). A diferença externa mais notável entre a TEC-9 e a TEC-DC9 posterior é que os zarelhos que prendiam o cordão foram movidos do lado da arma com a alavanca do ferrolho para um clipe de metal estampado removível na parte de trás da arma. Em 1993, a arma foi objeto de mais controvérsias após seu uso nos tiroteios na 101 California Street. Nesse mesmo ano, a Califórnia alterou a Lei de Controle de Armas de Assalto Roberti-Roos (AWCA), em janeiro de 2000, para banir pistolas com características como cano coberto. Durante a década de 1990, a TEC-9 também desenvolveu uma má reputação por seu uso por gangues de rua americanas e sindicatos do crime organizado, que foram atraídos pela grande capacidade do carregador de 32 cartuchos e pelo baixo custo da arma de fogo.
A TEC-9 foi produzida de 1985 a 1994, quando o modelo e as variantes TEC-DC9 foram banidos nacionalmente nos Estados Unidos, entre as 19 armas de fogo proibidas por nome na já expirada Proibição Federal de Armas de Assalto (AWB) de 1994. Essa proibição forçou a Intratec a interromper sua fabricação e obrigou-a a introduzir um modelo mais novo. No ano seguinte, a Intratec apresentou a AB-10 (AB significa  "After Ban"; em português: "Após Banimento"), uma TEC-9 Mini sem cano rosqueado e vendida com um carregador menor com capacidade para 10 cartuchos em vez de 20 ou 32 cartuchos. No entanto, a AB-10 ainda aceitava os carregadores de maior capacidade dos modelos TEC-9 pré-proibição e eram frequentemente adquiridos pelos usuários no lugar do carregador padrão. Em 1999, a TEC-DC9 foi notoriamente usada por Dylan Klebold, um dos autores do massacre da Columbine High School.
Em 2001, a Suprema Corte da Califórnia decidiu que a Intratec não era responsável pelos ataques da 101 California Street, em 1993, e, nesse mesmo ano, a Intratec foi dissolvida e a produção do modelo AB-10 cessou. Embora ainda seja encontrada no mercado de armas de fogo usadas e seja legal no nível federal desde 2004, a TEC-9 e variantes similares são proibidas, geralmente por nome, em vários estados dos EUA, incluindo Califórnia, Nova York, Nova Jersey e Maryland.

## Imitação feita ilegalmente na Europa
Quantidades de uma pistola-metralhadora de 9mm fabricada ilegalmente foram apreendidas na Europa. Elas são um pouco semelhantes à Intratec TEC-9 e estão marcadas como 'Intratec TEC-9'.